# Виллемсе, Вим
Виллем (Вим) Виллемсе (нидерл. Willem "Wim" Willemse; 2 июня 1892, Амстердам — 20 ноября 1978, Хилверсюм) — нидерландский футболист, игравший на позиции правого крайнего нападающего, выступал за команды «Аллен Вербар» и «Аякс».

## Спортивная карьера
В возрасте пятнадцати лет Вим стал членом футбольного клуба «Аллен Вербар» из Бюссюма, где на тот момент он жил с родителями. Три года спустя он дебютировал в первой команде, играл на позиции нападающего.
В 1913 году Виллемсе перешёл в «Аякс» из Амстердама. В чемпионате Нидерландов за «красно-белых» он дебютировал 23 ноября в матче против «Спарты», сыграв на позиции правого крайнего нападающего. Встреча завершилась вничью 2:2.
В своём единственном сезоне в клубе Вим принял участие в пяти матчах первенства Нидерландов, но забитыми голами не отметился. В последний раз в составе «Аякса» он выходил на поле 22 марта 1914 года в гостевом матче с «Квик». Со следующего сезона он выступал уже за «Аллен Вербар».

## Личная жизнь
Виллем родился в июне 1892 года в Амстердаме в семье моряка. Отец — Йоханнес Германюс Виллемсе, был родом из Амстердама, мать — Класина Катарина де Лёр, родилась в Хелдере. Он был старшим ребёнком в семье. Его детство прошло в Харлеме, Амстердаме и Бюссюме. Его младшая сестра Вейбрехта стала учительницей, была членом коммунистической партии и движения Сопротивления.
Работал офисным служащем и коммивояжёром. Виллемсе был женат дважды. Его первой супругой стала Мария Йосина Мауисси, уроженка Бюссюма. Их брак был зарегистрирован 8 марта 1911 года в Амстердаме. У них было трое детей: сыновья Виллем, Луи-Ян и Эдюард. Они жили в южной части Бюссюма по адресу Остерпад 38а.
После десяти лет брака супруги развелись в марте 1922 года. Их средний сын Луи-Ян погиб в конце ноября 1942 года во время Второй мировой войны. Он служил на торговом корабле «Tjileboet», который был торпедирован в Индийском океане немецкой подводной лодкой U-161.
В январе 1923 года Вим женился на 27-летней Гертрёйде Марии Каролине Валтманн, уроженке Бюссюма. Ранее она была замужем за братом первой жены Вима.
Вим Виллемсе умер в 20 ноября 1978 года в возрасте 86 лет в Хилверсюме.